# Nenassza
Nenassza (óasszír Ninašša, hettita nyelven URUNe-na-aš-ša(-a/aš), ógörögül: Nenasszosz, később Nüssza, latinul: Nyssa vagy Nysa) Neszától nyugatra, a Puruszhanda felé a Marasszanta folyó mellett vezető út mentén fekvő asszír kereskedőkolónia és korai hettita városkirályság, a Hettita Birodalom kezdeti szakaszában hercegség. Már a kültepei táblákon megjelenik a neve Ni-na-ša-(-) formában. Később általában Ne-na-aš-ša, de előfordul Ni(-i)-na-aš-ša és Ni-na-aš betűzésben is.
Első ismert hercege Pimpirit, aki a CTH#8 katalógusszámú dokumentumban (Palotakrónika) DUMU URUNe-na-aš-ša címmel szerepel. Pimpirit legnagyobb valószínűséggel Labarnasz fia vagy unokája, Ammunasz szugzijaszi herceg testvére, mivel Telepinusz proklamációja említi az uralkodó fiainak hatalomra jutását a különböző meghódított területeken. A hercegség tehát Labarnasz uralkodása alatt alakult meg, amely tartományszervezés a birodalom kormányzásának alapvető részét képezte.
A város az i. e. 14. században kapott újra nagyobb jelentőséget, amikor a kaszka térnyerés odáig terjedt, hogy Nenassza északi határvárossá vált. Az újhettita királyságok idején több állam fennhatósága alá is tartozott. A latin név etimológiájából következően a város folytonosan lakott volt a hettita kortól kezdve a hellenisztikus időkön át a római korig.